# Настоящие навозники
Настоящие навозники, или навозники-землерои,  или настоящие землерои (лат. Geotrupes) — род жуков из подсемейства Geotrupinae, семейства Навозники-землерои.

## Описание
Тело крупное или средних размеров. Форма тела чаще продолговато-овальная. Окраска жуков, как правило, с металлически-синим или зелёным блеском, но нередко жуки бывают совершенно чёрные. Верхние челюсти с закруглёнными боковыми краями или с небольшими сглаженными выступами. Щёчные выступы спереди закруглены. Лоб посередине у обоих полов с бугорком, реже плоский. Переднеспинка с более или менее острыми передними углами, без рогов или острых бугорков по переднему краю. Щиток треугольный. Надкрылья с более или менее сильно развитыми бороздками, иногда исчезающими. Крылья развиты или редуцированы у обоих полов в одинаковой степени.
Имаго питаются навозом копытных животных, плодовыми телами грибов или лесной подстилкой. Норы роют неглубокие — до 40 см. Устройство норы относительно простое: в нижней её части делается несколько горизонтальных ячеек, где запасается корм для личинок. Яйца откладывают непосредственно в запасы пищи.
Интересно, что все виды настоящих навозников очень часто выступают в качестве транспортного средства для клещей рода Parasitus. Это связано с тем, что в навозе обитают основные хозяева этих клещей — личинки мух и нематоды. Порой жуки бывают просто усеяны клещами и их нимфами.

## Систематика
Род насчитывает до 120 видов, большинство из которых свойственно Палеарктике. В фауне бывшего СССР до 15 видов.

## Перечень основных видов
- Род: Geotrupes Latreille, 1796 (= Geotrypes Agassiz, 1846)
  - Подрод: Geotrupes Latreille, 1796
    - Вид: Geotrupes baicalicus Reitter, 1893
    - Вид: Geotrupes corinthius Fairmaire, 1886
    - Вид: Geotrupes folwarcznyi Cervenka, 2005
    - Вид: Geotrupes genestieri Boucomont, 1905
    - Вид: Geotrupes ibericus Baraud, 1958
    - Вид: Geotrupes jakovlevi Semenov, 1891
    - Вид: Geotrupes kashmirensis Sharp, 1878
    - Вид: Geotrupes koltzei Reitter, 1893
    - Вид: Geotrupes lenardoi Petrovitz, 1973
    - Вид: Geotrupes meridionalis Palisot de Beauvois, 1805
    - Вид: Навозник изменчивый[1] (Geotrupes mutator) (Marsham, 1802)
    - Вид: Geotrupes olgae (Olsoufieff, 1918)
    - Вид: Geotrupes puncticollis Malinowsky, 1811
    - Вид: Землерой обыкновенный[1] (Geotrupes stercorarius) (Linnaeus, 1758)
    - Вид: Geotrupes thoracinus Palisot de Beauvois, 1805

  - Подрод: Glyptogeotrupes Nikolaev, 1979 (=Epigeotrupes Bovo & Zunino, 1983)
    - Вид: Geotrupes castaneipennis Reitter, 1887
    - Вид: Geotrupes crenulipennis (Fairmaire, 1891)
    - Вид: Geotrupes impressus Gebler, 1841
    - Вид: Geotrupes kuluensis Bates, 1891
    - Вид: Geotrupes molestus Faldermann, 1835

  - Подрод: Stereopyge Costa, 1847 (=Canthotrupes Jekel, 1866)
    - Вид: Geotrupes douei Gory, 1841